# Scandale de corruption Trois Baleines
Le scandale de corruption Trois Baleines est un scandale de corruption majeur en Russie impliquant plusieurs entreprises de meubles et des organismes du gouvernement fédéral dans les années 2000

## Enquête de contrebande de 2000
Trois Baleines (Tri kita/Три кита) est un complexe commercial de meubles de Moscou appartenant à Sergueï Zouev. Le 13 août 2000, les inspecteurs des douanes russes suspendent son activité et saisissent un lot de meubles fourni par les sociétés Bastion et Liga Mars, qui auraient introduit en contrebande 400 tonnes de meubles en Russie, tandis que Zouev a évité le paiement de 5 millions de dollars de droits de douane en falsifiant le prix et le poids des marchandises importées. Le 20 octobre 2000, le capitaine Pavel Zaitsev dépose une plainte pénale contre Liga Mars, initiée le 7 septembre par la direction des affaires intérieures de l'oblast de Moscou,. 
Les inspecteurs des douanes découvrent que le magasin Trois Baleines est contrôlé par Evgueni Zaostrovtsev, ancien chef de l'actuel directeur du FSB, Nikolaï Patrouchev, et père du général du FSB, Iouri Zaostrovtsev, qui était à l'époque chef du département de la sécurité économique et directeur adjoint du FSB,.

## Réaction du bureau du procureur général
En novembre 2000, le bureau du procureur général, sous l'autorité de Vladimir Oustinov, interrompt l'enquête et confisque les dossiers liés à l'affaire. En décembre 2000, elle inculpe le capitaine Pavel Zaitsev d'abus de pouvoir et affirme qu'il a effectué 12 perquisitions sans l'autorisation du procureur et détenu illégalement deux suspects. Le 5 septembre 2002, le tribunal municipal de Moscou le déclare non coupable des accusations. Plus tard, la Cour suprême de la fédération de Russie annule cette décision et, le 3 novembre 2003, Pavel Zaitsev estcondamné par un tribunal de Moscou à deux ans de probation,,. Olga Borissovna Koudechkina, une juge qui a participé au procès, le 1er décembre 2003, déclare qu'elle a subi des pressions pour le condamner, mais qu'elle a refusé de le faire. En 2004, Koudechkina perd son emploi,,.
Le 7 mai 2001, le premier procureur général adjoint Iouri Birioukov, invoquant le manque de preuves, signe une directive mettant fin à l'enquête sur la contrebande,. À l'automne 2001, le bureau du procureur général accuse également le chef de la direction des enquêtes douanières Marat Faïzouline et le chef de l'inspection des douanes Alexandre Volkov d'abus de pouvoir et d'extorsion d'argent à Sergueï Zouev et à un de ses associés. Toutefois, le 4 juin 2003, un tribunal de Moscou les acquitte,,,. Le 15 octobre 2001, lors d'une conférence de presse, le Service fédéral des douanes affirme avoir découvert un réseau de contrebande organisé par Sergueï Zouev. Les douanes l'accusent officiellement de fraude douanière.
Cette situation dans son ensemble est largement considérée comme un épisode de la lutte entre la « famille » de Boris Eltsine, représentée par le président du Comité national des douanes Mikhaïl Vanine, un proche allié d'Alexander Volochine et de Roman Abramovitch, et le groupe du personnel des services de sécurité, connu sous le nom de siloviki. Vanine a apparemment perdu la bataille, car il a quitté son poste en mars 2004 lors du remaniement gouvernemental initié par Vladimir Poutine, lorsque le Comité des douanes a été intégré au ministère de l'Économie de la Russie,. 

## Commission parlementaire
Deux députés de la Douma d'État et membres du Comité de sécurité de la Douma d'État, Iouri Chtchekotchikhine, journaliste, et Alexander Gourov, lieutenant général des affaires intérieures, lancent une enquête parlementaire sur l'affaire, approuvée par la Douma d'État le 13 mars 2002,,,,. Le bureau du procureur général rejette toutes les accusations de corruption, affirmant que l'enquête a été close pour des motifs légitimes. En avril 2002, Chtchekotchikhine, Gourov et Nikolaï Kovaliov, un autre député de la Douma d'État et ancien chef du FSB, ont demandé à Vladimir Poutine d'intervenir. Finalement, l'enquête a forcé le bureau du procureur général à reprendre l'enquête sur la contrebande. Un procureur de l'oblast de Léningrad, Vladimir Loskoutov, a été personnellement choisi par le président Vladimir Poutine pour mener l'enquête sur l'affaire,.
Plus tôt cette année-là, le 18 février 2002, dans Novaïa Gazeta, Chtchekotchikhine publie un article détaillé sur l'affaire de la contrebande et la corruption au ministère de l'Intérieur et au bureau du procureur général,. Immédiatement après cela, il reçoit des menaces de mort,,. Le 2 juin 2003, il publie dans le même journal un autre article dans lequel il accuse le bureau du procureur général et Birioukov personnellement de corruption :

## Morts suspectes et agressions en marge de l'affaire
M. Vorobiov, chef de la douane opérationnelle centrale, qui a engagé l'affaire pénale 27400-22/2000 après avoir découvert la société fictive Liga Mars, est agressé en février 2002. Un responsable logistique des magasins Grand et Trois Baleines, M. Poliakov, est attaqué deux semaines plus tard. Un jour plus tard, un enquêteur du Service fédéral des douanes, le capitaine Iouhimenko, qui suivait une piste, est victime d'un traumatisme crânien.  Le même jour, la voiture de l'enquêteuse du ministère de l'Intérieur de la région de Moscou, Mme Nenahova, est piégée. Elle travaille alors sur l'affaire 12707 contre les employés de Liga Mars. L'enquêteur Pavel Zaitsev et sa famille reçoivent de nombreuses menaces tout au long de l'année.
Le 27 mai 2003, Mikhail Pereverzev, président de l'Association des importateurs de meubles et témoin clé de l'affaire, est abattu dans un hôpital. Le 3 juillet 2003, Iouri Chtchekotchikhine meurt quelques jours après avoir été hospitalisé, selon les autorités russes, d'une allergie soudaine d'origine inconnue, mais ses proches se voient refuser un rapport médical officiel sur la cause de sa maladie, et il est interdit de prélever des échantillons de ses tissus pour mener une enquête médicale indépendante. La possibilité qu'il ait été empoisonné est largement envisagée. Le collègue de Chtchekotchikhine à la Douma, Alexandre Gourov, n'est pas invité à témoigner, selon le rédacteur en chef de Novaya Gazeta, Dmitri Mouratov. Toujours en 2003, Andreï Saïenko, un autre témoin clé, est grièvement blessé à la suite d'une tentative d'assassinat. Les enquêteurs des douanes Mikhaïl Vanine et le colonel général Boris Goutine perdent leur emploi en 2004.

## Arrestations de 2006 et remaniement des organes gouvernementaux
Le limogeage d'Alexander Jerikhov, chef du Service fédéral des douanes, ainsi que d'autres fonctionnaires du FSB, du ministère de l'Intérieur et du bureau du procureur général en mai 2006 est grandement lié au scandale de Trois Baleines. Le 2 juin 2006, le procureur général de Russie Vladimir Oustinov, en poste depuis 1999, démissionne et devient ministre de la Justice de Russie plus tard ce mois-là. Un important scandale de corruption se déroule de manière inattendue et presque hors de la vue du public. Le 14 juin, le bureau du procureur général, sous la direction du procureur général par intérim, Iouri Tchaïka, annonce qu'il a rouvert l'enquête sur la contrebande de meubles remontant à 2000 et arrêté Sergueï Zouev, propriétaire de Trois Baleines, Andreï Latouchkine, directeur général de la société mère. Alliance-96, Andreï Saïenko et deux contrebandiers, Pavel Podsotski et son épouse Irina Podsotskaïa, représentants à Moscou d'une firme lettone, sont arrêtés pour contrebande et évasion douanière,,,,,,,. Plus tard, Ekaterina Leladze, Anatoli Melnitchouk, fondateur de Liga Mars, Valeri Beliakov et Pavel Poliakov (par défaut) sont également inculpés,,. Les hommes d'affaires sont inculpés de grande contrebande en bande organisée, d'une exceptionnellement grande évasion douanière et de grand blanchiment de marchandises de contrebande par un groupe organisé (art.188 partie 4, art. 194 partie 2, art. 174 partie 3 du Code pénal russe),,,,.
Le 15 juin 2006, à Shanghai, le président Vladimir Poutine déclare aux journalistes qu'il a demandé à Vladimir Loskoutov, un procureur de l'oblast de Léningrad et un de ses anciens camarades de classe, de se charger de l'affaire, car il ne pouvait pas faire confiance aux bureaux policiers de Moscou. Le 7 juillet 2006, le premier procureur général adjoint Iouri Birioukov démissionne. Le 13 septembre 2006, le bureau du procureur général sous Iouri Tchaïka annonce avoir obtenu le licenciement de 19 employés de haut rang impliqués dans les affaires de contrebande de meubles ainsi que dans les importations illégales de biens de consommation en provenance de Chine. Contrairement aux employés d'entreprises de mobilier, aucun fonctionnaire n'a jamais été accusé de cela. 
Les médias révèlent que les fonctionnaires licenciés à cette époque ont travaillé dans les bureaux du FSB, fédéraux et de Moscou, au bureau du procureur général, au bureau du procureur régional de Moscou, au service fédéral des douanes et au sein de l'administration présidentielle. Les chefs adjoints du département de la sécurité intérieure du FSB figurent également dans le rapport rédigé par Viktor Tcherkessov. La purge a lieu alors que le chef du FSB Nikolaï Patrouchev, est en vacances,,,,. Vladimir Vdovine, vice-président du Fonds fédéral de la propriété russe, démissionne également après 12 ans de mandat le 19 septembre 2006, officiellement en raison d'un changement d'emploi. Des rumeurs affirment que son limogeage est lié à l'affaire de Trois Baleines.